# Santullano (Allande)
Santullano (en eonaviego, Santuyanu) es una aldea perteneciente a la parroquia de Villagrufe, en el concejo de Allande, comarca del Narcea, Principado de Asturias, España.